# Fellow de la Royal Society of Chemistry
La Fellowship of the Royal Society of Chemistry (FRSC ) és un premi concedit per la Royal Society of Chemistry (RSC) al Regne Unit.

## Premi FRSC
Aconseguir l'estatus de Fellow en la professió química denota per a la comunitat en general un alt nivell de realització com a químic professional. L'elegibilitat per a l'estatus de Fellow s'aplica als sol·licitants que són membres de la Royal Society of Chemistry (MRSC), amb un mínim de 5 anys d'experiència professional. A part d'això, han d'haver fet una contribució destacada a l'avenç de les ciències químiques en si mateixes; o a l'avenç de les ciències químiques com a professió; o haver estat distingits en la gestió d'una organització de ciències químiques.
En tots els casos calen referències de patrocinadors de FRSC. L'adjudicació de cartes designatives FRSC està subjecta a l'aprovació final del Comitè d'Aplicacions RSC. A més a més dels anteriors requeriments, tots els membres de RSC necessiten l'acceptació i l'adhesió a un codi de conducta específic i un conjunt establert d'alts estàndards de comportament ètic i professional. El RSC estableix i avalua contínuament les qualificacions professionals i l'atorgament de les seves cartes designatives i premis. Vegeu Membres de la Royal Society of Chemistry per obtenir-ne alguns exemples.

## Honorary Fellowship of the Royal Society of Chemistry
La distinció Honorary Fellowship ("HonFRSC") s'atorga pel servei distingit en el camp de la química.